# Броненосці типу «Драхе»
Броненосці типу «Драхе» (нім. Drache-klasse) - броненосці ВМС Австро-Угорщини другої половини 19-го століття.

## Історія створення
Броненосці типу «Драхе» були першими броненосцями австрійського флоту і австрійського будівництва. Вони були закладені у відповідь на будівництво італійських броненосців типу «Формідабіле». 
Рішення про будівництво цих кораблів ерцгерцог Фердинанд Максиміліан прийняв ще до офіційного затвердження рейхстагом плану створення нового флоту.
Кораблі оперативно були розроблені Йозефом фон Ромако на основі французьких броненосців типу «Глуар».

## Конструкція
Броненосці типу «Драхе» були батарейними броненосцями з дерев'яним корпусом, оснащені таранним форштевенем. Борти до рівня верхньої палуби захищались 115-мм бронею.
Силова установка складалась з однієї горизонтальної парової машини простого розширення, яку постачали парою 4 парові котли, димоходи яких виходили в єдину трубу. Машина обертала один трилопатевий гвинт. На випробуваннях кораблі досягли швидкості 10,5 («Драхе») і 11,1 («Саламандер») вузлів відповідно.
Кораблі мали вітрильне оснащення рівня барка. У 1869-1872 років площа вітрил була доведена до 1 090 м².
Озброєння кораблів складалось з десяти 48-фунтових гладкоствольних гармат та шістнадцяти 24-фунтових нарізних казеннозарядних гармат, а також декількох десантних гармат.
Всі гармати розташовувались на батарейній палубі та вели вогонь через гарматні порти (по 21 з кожного борту).
Після австро-італійської війни 1866 року кораблі були модернізовані. Була вдосконалена форма корпусу, збільшений рангоут та змінене озброєння - було встановлено по десять 178-мм гармат Армстронга.

## Представники
| Назва                       | Верф                                     | Закладений          | Спущений на воду    | Вступив у стрій   | Доля                                                                                |
| --------------------------- | ---------------------------------------- | ------------------- | ------------------- | ----------------- | ----------------------------------------------------------------------------------- |
| «Драхе» SMS Drache          | «Stabilimento Tecnico Triestino», Трієст | 18 лютого 1861 року | 9 вересня 1861 року | травень 1862 року | Зданий на злам у 1883 році                                                          |
| «Саламандер» SMS Salamander | «Stabilimento Tecnico Triestino», Трієст | лютий 1861 року     | 22 серпня 1861 року | травень 1862 року | Виключений зі складу флоту 18 березня 1883 року Розібраний протягом 1895-1896 років |